# Claws (série télévisée)
Claws est une série télévisée américaine en quarante épisodes de 50 minutes créée par Eliot Laurence et diffusée entre le 11 juin 2017 et le 6 février 2022 sur TNT et au Canada à partir du 12 juillet 2017 sur Bravo! / CTV Drama Channel.
En France, la série est diffusée depuis le 13 novembre 2017 sur Warner TV et en Afrique depuis le 15 octobre 2019 sur Canal+ Elles. Elle reste inédite dans les autres pays francophones.

## Synopsis
Dans un petit salon de beauté de Floride, cinq femmes aux tempéraments bien trempés essayent de s'offrir une vie meilleure. À la tête de cette manucure Miss Desna, qui s'occupe de son frère handicapé mental qu'elle a à sa charge. Pour s'en sortir elle décide de blanchir de l'argent pour un trafiquant sans scrupule. Elle peut tout de même compter sur ses amies et employées Jennifer, Ann, Polly et Virginia.

## Distribution

### Acteurs principaux
- Niecy Nash (VF : Laura Zichy) : Desna Simms
- Carrie Preston (VF : Véronique Augereau) : Polly Moss
- Judy Reyes (VF : Christine Braconnier) : Quiet Ann
- Karrueche Tran (VF : Edwige Lemoine) : Virginia
- Jenn Lyon (en) (VF : Marie Chevalot) : Jennifer Husser
- Jack Kesy (VF : Raphaël Cohen) : Roller Husser
- Kevin Rankin (VF : Yann Peira) : Bryce Husser
- Jason Antoon (en) (VF : Tony Joudrier) : Dr Ken Brickman
- Harold Perrineau (VF : Frantz Confiac) : Dean Simms
- Dean Norris (VF : Jean-François Aupied) : Clay Husser / « Uncle Daddy »
- Jimmy Jean-Louis (VF : Jean-Paul Pitolin) : Dr Gregory Ruval (récurrent saison 1, régulier saison 2)
- Suleka Mathew (VF : Daria Levannier) : Arlene Branch (récurrente saison 1, régulière saison 2)
- Evan Daigle (VF : Fred Colas) : Toby (récurrent saison 1 et 2, régulier saison 3)

### Acteurs récurrents
- Angelica Ross (VF : Jocelyne Nzunga) : Relevance (saison 1)
- Dale Dickey (VF : Cathy Cerda) : Juanda Husser (saison 1)
- Elvis Nolasco (VF : Stéphane Fourreau) : Chip Lauderdale
- Christina Moore (VF : Lydia Cherton) : Mandy Heiser
- Franka Potente (VF : Laurence Dourlens) : Zlata Ostrovsky (saison 2)
- Sheryl Lee Ralph (VF : Marie Lenoir) : Matilde Ruval, mère de Gregory (saison 2)
- Katherine Reis (VF : Caroline Lallau) : Olga (saison 2)
- Sherry Cola (VF : Jessie Lambotte) : Agent spécial Lucy Chun (saisons 2 et 3)
- Glynn Turman (VF : Rody Benghezala) : Calvin, père de Desna et Dean (saison 3)
- Bechir Sylvain (VF : Jean-Baptiste Anoumon) : EJ, ex-petit ami de Jenn (saison 3)
- Seana Kofoed (en) (VF : Charlotte Daniel) : Gretch (saison 3)
- Bernard White (VF : Pascal Germain) : Vikram Patel III, Gouverneur Républicain (saison 3)

- Version française
  - Société de doublage : Deluxe Media Paris[5]
  - Direction artistique : Laura Préjean[6]
  - Adaptation des dialogues : Julien Notais, Lara Saarbach & Emilie Pannetier

 Source et légende : version française (VF) sur RS Doublage et Doublage Séries Database

## Production

### Développement
En décembre 2013, la chaîne à péage HBO annonce le développement du projet de série de Eliot Laurence en une comédie dramatique d'un format de 30 minutes, sur un salon de manucure, qui abandonnera finalement le projet.
En mars 2016, la chaîne câblée TNT reprend le projet de série qui sera développée en dramédie sous un format entre 50 et 60 minutes avec la commande d'un épisode pilote.
Le 13 décembre 2016 après visionnage du pilote, TNT annonce la commande de dix épisodes pour une diffusion courant 2017,.
Le 3 avril 2017, TNT annonce la date de lancement de la série au 11 juin 2017.
Le 12 juillet 2017, la série est renouvelée pour une deuxième saison.
Le 2 juillet 2018, Claws est reconduite pour une troisième saison, diffusée courant 2019 sur TNT.
Le 1er octobre 2019, la série est renouvelée pour une quatrième saison, qui sera la dernière.

## Épisodes

### Première saison (2017)
1. Le Nouvel An (Tirana)
2. Funérailles (Funerary)
3. Sables mouvants (Quicksand)
4. Retombées (Fallout)
5. Confrontation (Bats**t)
6. Autoportrait (No. 2)
7. L'Évasion (Escape)
8. Couleur Théâtre (Teatro)
9. Ambroisie (Ambrosia)
10. Avalanche (Avalanche)

### Deuxième saison (2018)
Elle a été diffusée du 10 juin au 12 août 2018.
1. Changement de personnel (Shook)
2. Gratin aux crackers (Cracker Casserole)
3. Le Cœur de Matilde (Russian Navy)
4. La Voix intérieure (Scream)
5. Vaginologue (Vaginalologist)
6. À la vie à la mort (Double Dutch)
7. En cendres (Burn)
8. À la croisée des chemins (Crossroads)
9. Jusqu’à ce que la mort nous sépare (Til Death)
10. Grand vent (Breezy)

### Troisième saison (2019)
Elle est diffusée depuis le 9 juin 2019.
1. Une toute petite partie (Just the Tip)
2. Muscles et révélations (Muscle & Flow)
3. L'Empire du vice (Welcome to the Pleasuredome)
4. Adieu bonhomme (Boy, Bye)
5. Surmonter le passé (Zaddy Was a Rolling Stone)
6. Comme un aigle en cage (Fly Like an Eagle)
7. Le Mot de trop (Chicken Pussy)
8. D'une pierre deux coups (What is Happening to America)
9. Crêpe Melba (Melba Toast)
10. Mojitos à la mangue (Finna)

### Quatrième saison (2021-2022)
Cette dernière saison de dix épisodes a été diffusée à partir du 19 décembre 2021.
1. Chapter One: Betrayal
2. Chapter Two: Vengenace
3. Chapter Three: Ambition
4. Chapter Four: Loyalty
5. Chapter Five: Comeuppance
6. Chapter Six: Greed
7. Chapter Seven: Ascension
8. Chapter Eight: Reckoning
9. Chapter Nine: Wrath
10. Chapter Ten: Mercy